# Museum Mobile (Audi Forum)
Az Audi AG ingolstadti Automobil Múzeuma (németül Museum Mobile (Audi Forum)) egy gyári autómúzeum.

## A „Hatalom és dicsőség” kiállítás
„Hatalom és dicsőség” címmel királynők, királyok és államfők hintóiból, autóiból tárlatot állították össze. Összesen 12 járművet, egy hintót, egy pápamobilt, és több híressé vált járművet állítottak ki egymás mellett.

### A hatalom lehetséges mobil eszközei
A kiállítás a régi időktől egészen napjainkig tartó fejlődést mutatja be. A kiállított kocsikat és hintókat, később autókat a királyok, fejedelmek, elnökök a kerék feltalálása óta jóval többre használták, mint egyszerű közlekedésre: e járművek tudatos reprezentációs célokat is szolgáltak. A fejedelmi járművek, tulajdonosa pozícióját hivatottak hangsúlyozni, sőt akár azon túl is, amikor a tisztelet már csodálattá nő. A különleges kiállítás ennek szellemében egészen a bronzkorig követi az államfők négykerekűit és Trundholm „napkocsijának" másolatával kezdődik.
A látogatók megismerkedhetnek a már akkoriban egyértelműen rögzített szabályokkal, amelyek szerint a diadalmas római hadvezér az éljenző nép között császára elé járulhatott. Láthatja a hatalom barokk jelképeit, amikor a hatalmasságok aranyozott hintókkal fejezték ki mindenek felett álló státuszukat, míg a középkorban a tehetősek sokkal inkább lóra szálltak, s csupán a parasztok döcögtek szekéren.
A középpontban azonban természetesen az autók állnak. Az Audi történelméből három állami reprezentatív modell is látható: Gerhard Schröder volt az első kancellár, aki hivatali autójául a négykarikás márka egyik modelljét, a páncélozott Audi A8-at választotta. Az egyik előd márka, a Horch, elsősorban a második világháború előtti időkben számított sok országban divatosnak és közkedveltnek. VII. Haakon norvég király 1930-as Horch 400 autója éppúgy látható, mint egy egészen különös történetű Horch 830, amellyel Charles de Gaulle jelent meg tábornokként a nyilvános események sokaságán, a második világháborút követően csaknem tíz éven át.
Nagy érdeklődésre tarthatnak számot az egykori orosz és amerikai államfők autói is. Az Audi Tradition egy francia múzeumtól kapta kölcsön azt a Lincoln Continentalt, amelyben állítólag John F. Kennedy, az Amerikai Egyesült Államok elnöke utazott egykoron. Egy másik különleges kiállítási darab a Rigai Közlekedési Múzeumból érkezik, amely még a szovjet kommunista éra végét megelőzően mentette meg Nyikita Hruscsov autóját, az erősen amerikai stílusú, páncélozott ZIL 111 G modellt a pusztulástól. Az időszak másik nevezetes járműve az az angol Rolls-Royce Phantom VI, amelyben II. Erzsébet brit királynő utazott 1980-as svájci látogatása alkalmával. Spanyolországból, a Seat gyűjteményéből is feltűnik egy ritkaság. A SEAT 1982-ben saját pápamobilt készített, amellyel II. János Pál pápa hajtatott a hívek között az FC Barcelona stadionja, a Nou Camp felé. Az Audi museum mobile tárlaton ez a mindössze egyetlen alkalommal használt Seat Marbella Pápamobil is látható lesz.
A kiállítás elején az Audi Tradition a hintókészítők szaktudása előtt tiszteleg. A Thurn und Taxis német arisztokrata házból származó gálahintó a 19. század második felében kizárólag reprezentációs célokra szolgált: Ő Császári és Királyi Felsége Margarete von Thurn und Taxis, Mária Terézia császárnő szépunokája, valamint férje, Albert von Thurn und Taxis, Helene hercegnő fia és az osztrák Erzsébet császárné (Sissy) unokaöccse kettős fogadta. A Habsburg-házból két autó is érkezik: Ferenc József császár 1910-es Austro Daimler modellje („Kaiserwagen”), illetve Ő Császári Felsége Franz Salvator főherceg, az első világháborús osztrák haderők főparancsnokának 1908-as gyártású Austro Daimler 32 lóerős gépkocsija. A reprezentatív modellek parádéját a Thurn und Taxis házból származó Mercedes-Benz 600 modellje teszi teljessé.
Az Audi-embléma négy karikája az Audi, a DKW, a Horch és a Wanderer márkákat szimbolizálja, amelyek később az Auto Union neve alatt egyesültek. Az 1969-ben fuzionált Auto Union és NSU számos jelentőségteljes fejlesztéssel járult hozzá az autóipar fejlődéséhez, mely a jelenlegi Audi szlogenben is visszaköszön. Az Audi AG 1985-ben az Audi NSU Auto Union AG-ből alakult. Az Audi Tradition az Auto Union GmbH és az NSU GmbH tradicionális márkák.

### Audin járó politikusok, díszvendégek
Gerhard Schröder volt az első német kancellár, aki a négykarikás autóval egy 1999-es gyártású Audi A8 L.-lel közlekedett. Ezt a márkát a jelenlegi kancellár Angela Merkel is szolgálati autóként használja. A német újraegyesítésben meghatározó szerepet játszó Hans Dietrich Genscher volt a díszvendége e kiállítás megnyitójának. A politikus 1999 óta jár Audival, előtte limuzinokban furikázott. Sofőrjei 450 000 km után adták le a kocsikat, hogy ne vethessék a szemére, hogy közpénzből túl sok kocsit vásárol. Három évtizedig volt a német szövetségi kormány tagja és tízévente cserélte le gépkocsijait újabbakra.

## Külső hivatkozások
- Film a „Hatalom és dicsőség” kiállításról